# Bataille de Mons
 (mars 2010).
Si vous disposez d'ouvrages ou d'articles de référence ou si vous connaissez des sites web de qualité traitant du thème abordé ici, merci de compléter l'article en donnant les références utiles à sa vérifiabilité et en les liant à la section « Notes et références ».
Première Guerre mondiale
Batailles
Front d'Europe de l’Ouest
- Liège (8-1914)
- Namur (8-1914)
- Frontières (8-1914)
- Anvers (9-1914)
- Grande Retraite (9-1914)
- Marne (9-1914)
- Course à la mer (9-1914)
- Yser (10-1914)
- Messines (10-1914)
- Ypres (10-1914)
- Givenchy (12-1914)
- 1re Champagne (12-1914)
- Hartmannswillerkopf (1-1915)
- Neuve-Chapelle (3-1915)
- 2e Ypres (4-1915)
- Colline 60 (4-1915)
- Artois (5-1915)
- Festubert (5-1915)
- Quennevières (6-1915)
- Linge (7-1915)
- 2e Artois (9-1915)
- 2e Champagne (9-1915)
- Loos (9-1915)
- Verdun (2-1916)
- Redoute Hohenzollern (3-1916)
- Hulluch (4-1916)
- 1re Somme (7-1916)
- Fromelles (7-1916)
- Arras (4-1917)
- Vimy (4-1917)
- Chemin des Dames (4-1917)
- 3e Champagne (4-1917)
- 2e Messines (6-1917)
- Passchendaele (7-1917)
- Cote 70 (8-1917)
- 2e Verdun (8-1917)
- Malmaison (10-1917)
- Cambrai (11-1917)
- Bombardements de Paris (1-1918)
- Offensive du Printemps (3-1918)
- Lys (4-1918)
- Aisne (5-1918)
- Bois Belleau (6-1918)
- 2e Marne (7-1918)
- 4e Champagne (7-1918)
- Château-Thierry (7-1918)
- Le Hamel (7-1918)
- Amiens (8-1918)
- Cent-Jours (8-1918)
- 2e Somme (9-1918)
- Bataille de la ligne Hindenburg
- Meuse-Argonne (10-1918)
- Cambrai (10-1918)

Front italien
Front d'Europe de l’Est
Front des Balkans
Front du Moyen-Orient
Front africain
Bataille de l'Atlantique
La bataille de Mons est une bataille qui oppose le Corps expéditionnaire britannique à la Ire armée allemande du général Alexander von Kluck le 23 août 1914. Il s'agit du dernier affrontement de la bataille des Frontières, et le premier impliquant des troupes britanniques sur le sol européen depuis la guerre de Crimée en 1856.
Le corps expéditionnaire britannique résiste toute la journée aux assauts allemands en leur infligeant de fortes pertes, il est cependant contraint d'effectuer une retraite du fait de la pression des troupes allemandes et du retrait de la 5e armée française sur son flanc droit. Cette retraite dure 15 jours jusqu'au 6 septembre, date à laquelle les troupes britanniques contre-attaquent lors de la première bataille de la Marne.

## Disposition des troupes et premières escarmouches

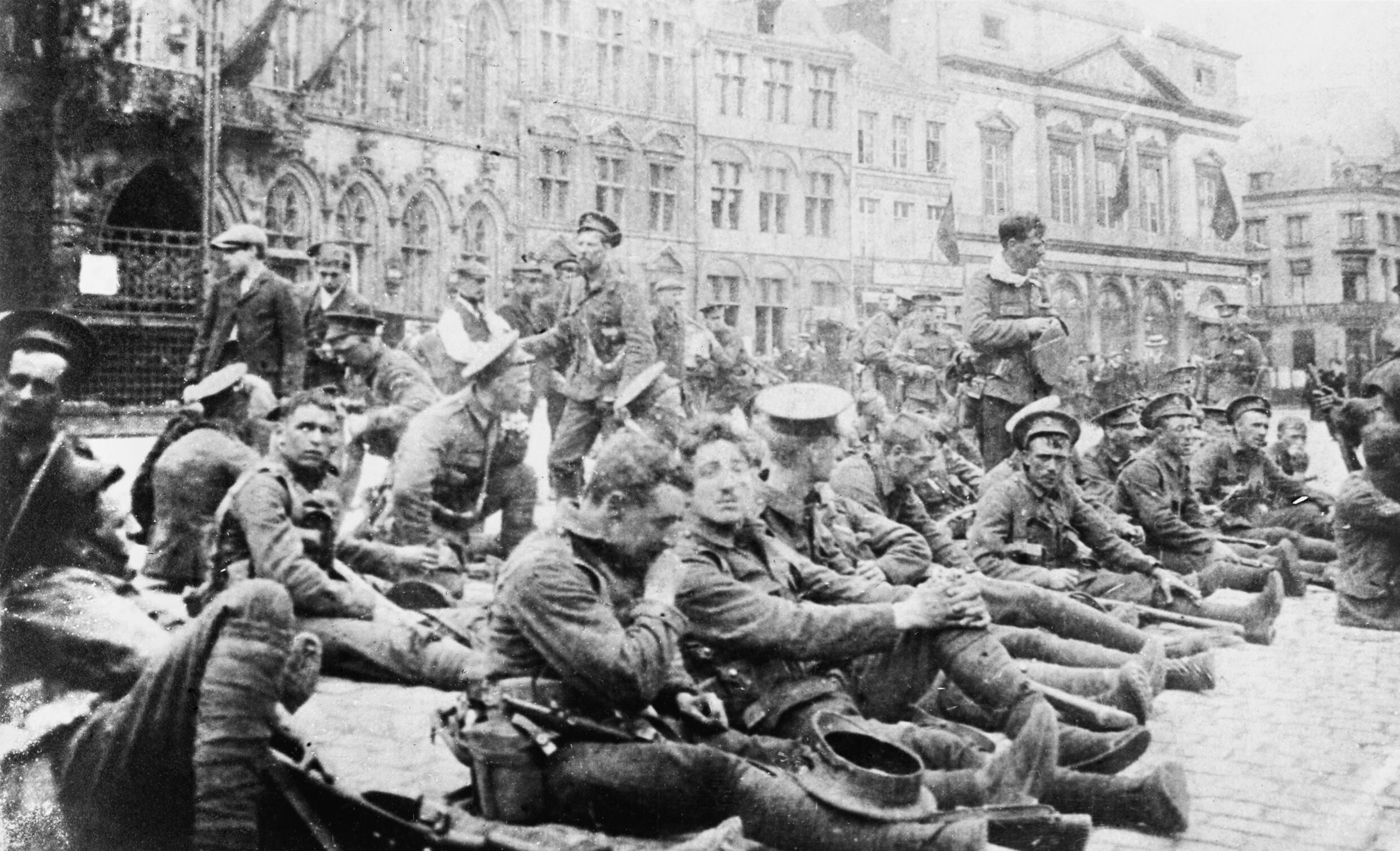
La compagnie « A » du Battalion du Royal Fusiliers faisant une pause sur la place de la ville de Mons, avant d'entrer sur le front juste avant la bataille de Mons, le 22 août 1914.

Le Corps expéditionnaire britannique est formé de deux corps d'armée chacun composé de deux divisions à trois brigades de quatre bataillons, additionné de cinq brigades de cavalerie. Les troupes britanniques possèdent 24 mitrailleuses Vickers et sont soutenues par trois brigades d'artillerie de campagne totalisant 44 canons 18-pounder, 18 obusiers et une batterie de 4 canons 60-pounder.
Le 2e corps britannique forme l'aile gauche de l'armée britannique, il occupe une position défensive le long du canal Mons-Condé. Le point faible de cette défense est la boucle qu'effectue le canal au nord de Mons formant un saillant. Le 1er corps est situé perpendiculairement au 2e corps le long de la route Mons - Beaumont, il n'aura qu'un rôle secondaire au cours de la bataille.
Face aux troupes britanniques, la Ire armée allemande est composée de quatre corps d'armée d'active (IIe, IIIe, IVe et le IXe corps) et de trois corps de réserve (IIIe, IVe et le IXe), seuls les corps d'armée d'active prennent part à la bataille. Les premiers contacts entre les deux armées ont lieu le 21 août quand des troupes cyclistes britanniques rencontrent des unités allemandes près d'Obourg. Le second plus sérieux a lieu le 22 août, près du village de Casteau où le 4e Dragoon Guards tend une embuscade à une patrouille de lanciers allemands.

## La bataille

### Le matin
La bataille de Mons débute à l'aube du 23 août 1914 par un bombardement allemand des lignes britanniques. Les Allemands vont diriger une grande partie de leurs attaques sur la partie des lignes britanniques repliée derrière le canal Mons-Condé formant un saillant au nord de Mons. Pour cela, ils veulent s'emparer des quatre ponts enjambant le canal au niveau du saillant.
À 9 h, quatre bataillons allemands attaquent le pont de Nimy défendu par une seule compagnie du 4e bataillon de fusiliers royaux et une section de mitrailleuses aux ordres du lieutenant Maurice Dease. Avançant en rangs serrés à découvert, les Allemands sont des cibles faciles pour les soldats professionnels britanniques ; cette première attaque est repoussée avec des pertes sévères pour l'assaillant.
Les attaques allemandes suivantes sont mieux préparées et pressent davantage les défenseurs britanniques. L'ardeur au combat des fusiliers royaux et des mitrailleurs permet de repousser les différents assauts allemands. Au pont de Nimy, le lieutenant Dease prend le contrôle de sa mitrailleuse après la mort ou la mise hors de combat de tous les hommes de sa section ; il continue le tir malgré les blessures reçues. Après avoir été touché une cinquième fois, il est évacué au centre de soins du bataillon où il meurt. Au pont de Ghlin, le soldat Sydney Godley, sur une autre mitrailleuse, résiste toute la journée et reste en arrière pour couvrir la retraite des fusiliers à la fin de la bataille. Il se rend après avoir démonté sa mitrailleuse et jeté les pièces dans le canal. Ces deux soldats sont les premiers soldats de la Première Guerre mondiale à recevoir la Victoria Cross.
À la droite des fusiliers royaux, le 4e bataillon du Régiment de Middlesex et le 1er bataillon du régiment des Gordon Highlanders sont également pressés par les Allemands lors de l'attaque du saillant. En grande infériorité numérique, les deux bataillons subissent de lourdes pertes mais, avec le renfort du Régiment Royal d'Irlande gardé comme réserve divisionnaire et le soutien de l'artillerie divisionnaire, les ponts sont conservés et les assauts repoussés.
Les Allemands décident alors d'élargir les zones d'attaque. Ils longent le canal à l'ouest du saillant. Protégés par des plantations de sapins, les troupes allemandes ouvrent un feu violent sur le 1er bataillon du Régiment Royal West Kent et sur le 2e bataillon du King Own Scottish Borderer. Malgré les lourdes pertes, les deux bataillons britanniques repoussent toutes les tentatives de franchissement du canal toute la journée.

### La retraite
Au cours de l'après-midi, sous le poids des attaques allemandes, les Britanniques se rendent compte que les positions du saillant sont devenues intenables. De nombreux bataillons qui défendent le saillant ont subi de lourdes pertes. À l'est du saillant et des positions britanniques, des unités du IXe corps d'armée allemand ont franchi le canal et menacent le flanc droit britannique. À Nimy, le soldat allemand Oskar Niemeyer réussit, sous le feu britannique, à poser un pont flottant. Malgré sa mort, son action permet aux troupes allemandes d'accentuer leur pression sur les défenseurs du pont.
À 15 h, la 3e division d'infanterie britannique se replie au sud de Mons, entraînant le repli de la 5e division d'infanterie. Le 2e corps britannique établit une nouvelle ligne de défense passant par Montrœul, Boussu,  Wasmes, Paturages et Frameries. Simultanément, les troupes allemandes construisent des ponts permettant de passer au sud du canal avec des forces imposantes. Dans le même temps, à la suite de la bataille de Charleroi, les troupes de la 5e armée française commencent leur retraite, exposant davantage l'aile droite britannique. Le 24 août à 2 h du matin, le 2e corps Britannique se replie pour atteindre des positions défensives le long de la route Valencienne-Maubeuge.
À l'extrême gauche de la ligne britannique, les 14e et 15e brigades de la 5e division sont particulièrement pressées par les troupes allemandes qui tentent de les déborder. La 2e brigade de cavalerie et deux batteries d'artillerie (119e batterie de campagne, et la batterie à cheval L), sont envoyées en renfort. Après quatre heures d'intenses combats, la retraite peut reprendre dans de bonnes conditions.

## Bilan
Mons marque la fin de la bataille des frontières. Pour Helmuth von Moltke, le chef d'état-major allemand, cette série de batailles annonce une grande victoire. Les pertes françaises sont lourdes (300 000 hommes) et la retraite des Français et des Britanniques semble désordonnée. C'est sur ce constat qu'il modifie encore le plan Schlieffen. Il ordonne à ses forces basées dans le nord-est de la France de poursuivre leur mouvement tournant vers Paris, mais il envoie les renforts qui leur étaient destinés ailleurs en Lorraine pour une nouvelle attaque. Deux corps de l'aile droite allemande sont également envoyés sur le front est où la mobilisation russe a été plus rapide que prévu. D'autres unités de l'aile droite sont déployées pour le siège d'Anvers, où une grande partie de l'armée belge est postée et pour faire tomber la ville forteresse de Maubeuge tenue par les Français. L'évaluation de la situation stratégique de Moltke est erronée, en partie en raison du peu de communication qu'il a avec ses commandants. En revanche, le chef d'état-major général français, le général Joseph Joffre, estime que, malgré ses lourdes pertes, le moral des troupes reste élevé. Joffre, qui connaît à présent la position des armées allemandes, prépare une contre-attaque dans le nord-est de la France. Il ordonne à ses forces, face aux Allemands, de poursuivre leur retraite ordonnée, tandis que les armées autour de Verdun doivent rester en position pour être au centre de l'offensive. Deux nouvelles armées sont créées : la 6e armée sous le commandement du général Michel Maunoury et la 9e armée du général Ferdinand Foch. Joffre prévoit de placer la 6e armée à l'ouest de l'aile droite des forces allemandes qui marchent à travers le nord-est de la France, et envoie la 9e armée renforcer les troupes luttant contre les forces allemandes qui avancent vers le nord-est de Paris. Cependant, ce plan est compromis par la rapidité de l'avancée allemande, qui continue de faire reculer les Britanniques et les Français vers le sud.